# Родиловка
Родиловка — река в России, протекает по Ярославской области в окрестностях Мышкина. Исток находится в болотистом лесу к западу от Мышкина. Река течёт на юго-восток в основном в ненаселённой местности. Устье реки находится в 2802 км по левому берегу вдхр Рыбинское (Волжский русловой участок). Длина реки составляет 11 км.

## Данные водного реестра
По данным государственного водного реестра России относится к Верхневолжскому бассейновому округу, водохозяйственный участок реки — Волга от Угличского гидроузла до начала Рыбинского водохранилища, речной подбассейн реки — бассейны притоков (Верхней) Волги до Рыбинского водохранилища. Речной бассейн реки — (Верхняя) Волга до Куйбышевского водохранилища (без бассейна Оки).
Код объекта в государственном водном реестре — 08010100912110000004543.